# Protoazin parisiensis
Protoazin parisiensis — вид викопних птахів родини гоацинових (Opisthocomidae), що існував у пізньому еоцені в Європі. Викопні рештки птаха знайдено в Парижі (Франція). Його рештки, разом з африканським Namibiavis, є найдавнішим зразком гоациноподібних — це доводить, що група виникла у Старому світі.